# Осцилляторные нейронные сети
Осцилляторные нейронные сети (ОНС) — нейронные сети, основными структурными единицами которых являются осцилляторы.
Функционируют ОНС за счет колебаний отдельных элементов или групп элементов и их взаимодействия. ОНС представляют научный интерес, так как существенную роль в мыслительных процессах человека играют колебания.

## Биологическая связь
В работах известных нейрофизиологов А. А. Ухтомского и М. Н. Ливанова выдвинута гипотеза, о том что процесс обработки информации в нервной системе описывается в терминах синхронизации активности различных нейронных структур. Подобной точки зрения также придерживаются Е. Р. Джон и Е. Базар.
В работах О. С. Виноградовой выдвинута гипотеза об участии тетаритма (4-10Гц) в септо-гиппокампальной области в процессе отбора и запоминания информации.
Исследования У. Фримена, В. Зингера, Р. Экхорна дают основания полагать, что колебательные механизмы позволяют обрабатывать информацию в обонятельных и зрительных зонах коры головного мозга.

## Классификация
Наиболее тщательно исследованы три вида ОНС:
- Полносвязные сети
- Сети с локальными связями
- Сети с задержками в связях

### Полносвязные сети
Осцилляторы этих сетей имеют слабые связи многие-ко-многим.
В работах Е. Ямагути и X. Симидзу проведены исследования условий синхронизации ОНС, построенных на осцилляторах типа Ван-дер-Поля, со слабыми связями.
Также Е. Курамото исследовал фазовые осцилляторы и условия их синхронизации, в полносвязных сетях.